# Kent
Kent je nemetropolitní, ceremoniální a tradiční hrabství, rozkládající se na jihovýchodě Anglie na pravém břehu řeky Temže na poloostrově při pobřeží Severního moře a kanálu La Manche. Moderní nemetropolitní hrabství Kent sousedí na jihozápadě s Východním Sussexem, na západě se Surrey a Velkým Londýnem, na severu s Thurrockem (součást tradičního a ceremoniálního hrabství Essexu) a Medwayem. Ve středu průlivu La Manche má hrabství také mořskou hranici s Francií.
Metropolí hrabství, jehož název pochází z názvu středověkého království Kent, je město Maidstone.

## Administrativní členění
Tradiční hrabství Kent zahrnuje celé území ceremoniálního hrabství a londýnské městské obvody Bexley, Bromley, Greenwich, Lewisham, a část obvodu Newham (Severní Woolwich). Ceremoniální hrabství zahrnuje vedle nemetropolitního hrabství Kentu také unitary authority Medway.
Hrabství se tak dělí na 13 distriktů:
1. Dartford
2. Gravesham
3. Sevenoaks
4. Tonbridge and Malling
5. Tunbridge Wells
6. Maidstone
7. Swale
8. Ashford
9. Folkestone and Hythe
10. City of Canterbury
11. Dover
12. Thanet
13. Medway (unitary authority)